# Lemuel Williams
Lemuel Williams (* 18. Juni 1747 in Taunton, Province of Massachusetts Bay; † 8. November 1828 in Acushnet, Massachusetts) war ein US-amerikanischer Politiker. Zwischen 1799 und 1805 vertrat er den Bundesstaat Massachusetts im US-Repräsentantenhaus.

## Werdegang
Lemuel Williams wuchs während der britischen Kolonialzeit auf. Bis 1765 studierte er am Harvard College. Nach einem anschließenden Jurastudium und seiner Zulassung als Rechtsanwalt begann er in diesem Beruf zu arbeiten. Zwischen 1792 und 1800 war er als Town Clerk bei der Stadt New Bedford beschäftigt. Politisch wurde er Mitglied der Föderalistischen Partei.
Bei den Kongresswahlen des Jahres 1798 wurde Williams im fünften Wahlbezirk von Massachusetts in das US-Repräsentantenhaus gewählt, wo er am 4. März 1799 die Nachfolge von Nathaniel Freeman antrat. Nach zwei Wiederwahlen konnte er bis zum 3. März 1805 drei Legislaturperioden im Kongress absolvieren. Seit 1803 vertrat er dort den achten Distrikt seines Staates. Während seiner Zeit als Kongressabgeordneter wurde im Jahr 1803 durch den von Präsident Thomas Jefferson getätigten Louisiana Purchase das Staatsgebiet der Vereinigten Staaten beträchtlich erweitert. 1804 wurde der zwölfte Verfassungszusatz ratifiziert; im Jahr 1800 wurde die neue Bundeshauptstadt Washington, D.C. bezogen.
Im Jahr 1806 war Lemuel Williams Abgeordneter im Repräsentantenhaus von Massachusetts. Ansonsten praktizierte er wieder als Anwalt. Er starb am 8. November 1828 in Acushnet, wo er auch beigesetzt wurde.